# درک بل (راننده مسابقه)
درک رجینالد بل ام‌بی‌ئی (انگلیسی: Derek Reginald Bell؛ زادهٔ ۳۱ اکتبر ۱۹۴۱ در پینر، میدلسکس، انگلستان) رانندهٔ مسابقات اتومبیل‌رانی اهل بریتانیا است که پنج بار در مسابقات ۲۴ ساعته لمانز، سه بار در مسابقات ۲۴ ساعته دیتونا، و دو بار در مسابقات جهانی خودروهای اسپورت موفق به کسب مقام قهرمانی شده‌است.
او همچنین با تیم‌های فراری، ویتکرافت، مک‌لارن، شورتیس و تکنو در مسابقات قهرمانی فرمول یک شرکت کرده‌است. هانس یواخیم اشتوک از او به‌عنوان یکی از پسندیده‌ترین راننده‌های نسل خودش یاد می‌کند.